# Pennautier
Pennautier település Franciaországban, Aude megyében. Lakosainak száma 2875 fő (2022. január 1.). Pennautier Aragon, Carcassonne, Pezens, Ventenac-Cabardès, Villegailhenc és Villemoustaussou községekkel határos.

## Népesség
A település népessége az elmúlt években az alábbi módon változott:
| Lakosok száma | 1245 | 1375 | 1936 | 2434 | 2451 | 2494 | 2554 | 2634 | 2714 | 2875 |
|               | 1968 | 1982 | 1990 | 2006 | 2013 | 2015 | 2017 | 2019 | 2020 | 2022 |